# Mary Moraa
Mary Moraa (15 giugno 2000) è una mezzofondista e velocista keniota, oro ai campionati mondiali di Budapest (2023), dopo la medaglia di bronzo negli 800 metri piani a Oregon 2022.

## Carriera
Nel 2017, Mary Moraa ha preso parte ai mondiali under 18 di Nairobi, dove ha ottenuto la medaglia d'argento nei 400 metri piani. L'anno dopo, arriva 5º nella finale dei 400 m ai mondiali under 20 di Tampere.
Nel 2019, vince l'oro ai campionati africani under 20 nei 40 metri piani. Successivamente, partecipa al suo primo mondiale in quel di Doha: nella 4x400 metri mista, si ferma nelle batterie; nei 400 metri piani, giunge fino alla semifinale ma non riesce ad accedere alla finale, uscendo di scena con il crono di 52''11.
Nel 2021, decide di dedicarsi prevalentemente agli 800 metri piani ed è in questa specialità che prende parte ai giochi olimpici di Tokyo. Nella circostanza, arriva in semifinale ma non riesce a qualificarsi per la finale, facendo segnare il tempo di 2'00"47.
Nel 2022, la kenyota riesce a vincere la sua prima medaglia mondiale negli 800 metri a Eugene, arrivando terza con il crono di 1'56"71, a 41 centesimi dall'oro di Mu e a 33 centesimi dall'argento di Hodgkinson. L'anno dopo, ai mondiali di Budapest, Moraa riesce a vincere il titolo negli 800 metri piani con il suo nuovo personale di 1'56"02, che questa volta la pone davanti sia a Hodgkinson che a Mu. Nel 2024 vince la medaglia di bronzo, sempre negli 800 metri piani, alle Olimpiadi di Parigi.

## Record nazionali
Seniores
- 400 metri piani: 50"44 ( Gaborone, 29 aprile 2023)

## Palmarès
| Anno | Manifestazione          | Sede       | Evento        | Risultato  | Prestazione | Note                                     |
| ---- | ----------------------- | ---------- | ------------- | ---------- | ----------- | ---------------------------------------- |
| 2017 | Mondiali U18            | Nairobi    | 200 m piani   | Batteria   | 25"48       |                                          |
| 2017 | Mondiali U18            | Nairobi    | 400 m piani   | Argento    | 53"31       |                                          |
| 2017 | Mondiali U18            | Nairobi    | 4×400 m mista | 4ª         | 3'24"92     |                                          |
| 2018 | Mondiali U20            | Tampere    | 400 m piani   | 5ª         | 52"94       | [ 3 ]                                    |
| 2019 | Africani U20            | Abidjan    | 400 m piani   | Oro        | 53"57       |                                          |
| 2019 | Giochi panafricani      | Rabat      | 400 m piani   | 4ª         | 51"97       |                                          |
| 2019 | Giochi panafricani      | Rabat      | 4×400 m       | 4ª         | 3'32"93     |                                          |
| 2019 | Mondiali                | Doha       | 400 m piani   | Semifinale | 52"11       | [ 4 ]                                    |
| 2019 | Mondiali                | Doha       | 4×400 m mista | Batteria   | 3'07"09     |                                          |
| 2021 | World Relays            | Chorzów    | 4×400 m       | Batteria   | 3'39"34     | Miglior prestazione personale stagionale |
| 2021 | World Relays            | Chorzów    | 4×400 m mista | Batteria   | dq          |                                          |
| 2021 | Giochi olimpici         | Tokyo      | 800 m piani   | Semifinale | 2'00"47     |                                          |
| 2022 | Mondiali                | Eugene     | 800 m piani   | Bronzo     | 1'56"71     | Miglior prestazione personale            |
| 2022 | Giochi del Commonwealth | Birmingham | 400 m piani   | Batteria   | 59"51       |                                          |
| 2022 | Giochi del Commonwealth | Birmingham | 800 m piani   | Oro        | 1'57"07     |                                          |
| 2022 | Giochi del Commonwealth | Birmingham | 4×400 m       | 5ª         | 3'32"28     |                                          |
| 2023 | Mondiali                | Budapest   | 800 m piani   | Oro        | 1'56"02     | Miglior prestazione personale            |
| 2024 | Giochi panafricani      | Accra      | 400 m piani   | Oro        | 50"57       | Miglior prestazione personale stagionale |
| 2024 | Giochi panafricani      | Accra      | 4x400 m mista | Bronzo     | 3'18"03     | Miglior prestazione personale stagionale |
| 2024 | Giochi olimpici         | Parigi     | 800 m piani   | Bronzo     | 1'57"42     |                                          |

## Campionati nazionali
- 2 volte campionessa nazionale dei 400 m piani (2019, 2022)
- 1 volta campionessa nazionale degli 800 m piani (2022)

## Altre competizioni internazionali
2021
- 8ª al Memorial Van Damme ( Bruxelles), 800 m piani - 1'59"79

2022
- Oro al Bauhaus-Galan ( Stoccolma), 800 m piani - 1'57"68
- Oro al Meeting international Mohammed VI d'athlétisme de Rabat ( Rabat), 800 m piani - 1'58"93
- 4ª al Golden Gala ( Roma), 800 m piani - 1'59"26
- 4ª al Memorial Van Damme ( Bruxelles), 400 m piani - 50"67
- Oro al Weltklasse Zürich ( Zurigo), 800 m piani - 1'57"63
- Vincitrice della Diamond League nella specialità degli 800 m piani

2023
- Oro al Meeting international Mohammed VI d'athlétisme de Rabat 2023 ( Rabat), 800 m piani - 1'58"72
- Oro all'Athletissima ( Losanna), 800 m piani - 1'57"43
- Oro al Kamila Skolimowska Memorial ( Chorzów), 800 m piani - 1'56"85

2024
- Oro al Doha Diamond League ( Doha), 800 m piani - 1'57"91
- Argento al Prefontaine Classic ( Eugene), 800 m piani - 1'56"71
- Oro all'Athletissima ( Losanna), 800 m piani - 1'57"91
- Oro al Weltklasse Zürich ( Zurigo), 800 m piani - 1'57"08
- Oro al Memorial Van Damme ( Bruxelles), 800 m piani - 1'56"56
- Vincitrice della Diamond League nella specialità degli 800 m piani

2025
- Argento al Bauhaus-Galan ( Stoccolma), 800 m piani - 1'57"83